# Distretto di Lai Vung
Il Lai Vung (vietnamita: Lai Vung) è un distretto (huyện) del Vietnam che nel 2019 contava 220.484 abitanti.
Occupa una superficie di 238 km² nella provincia di Dong Thap. Ha come capitale Lai Vung.